# Puig d'Agulles

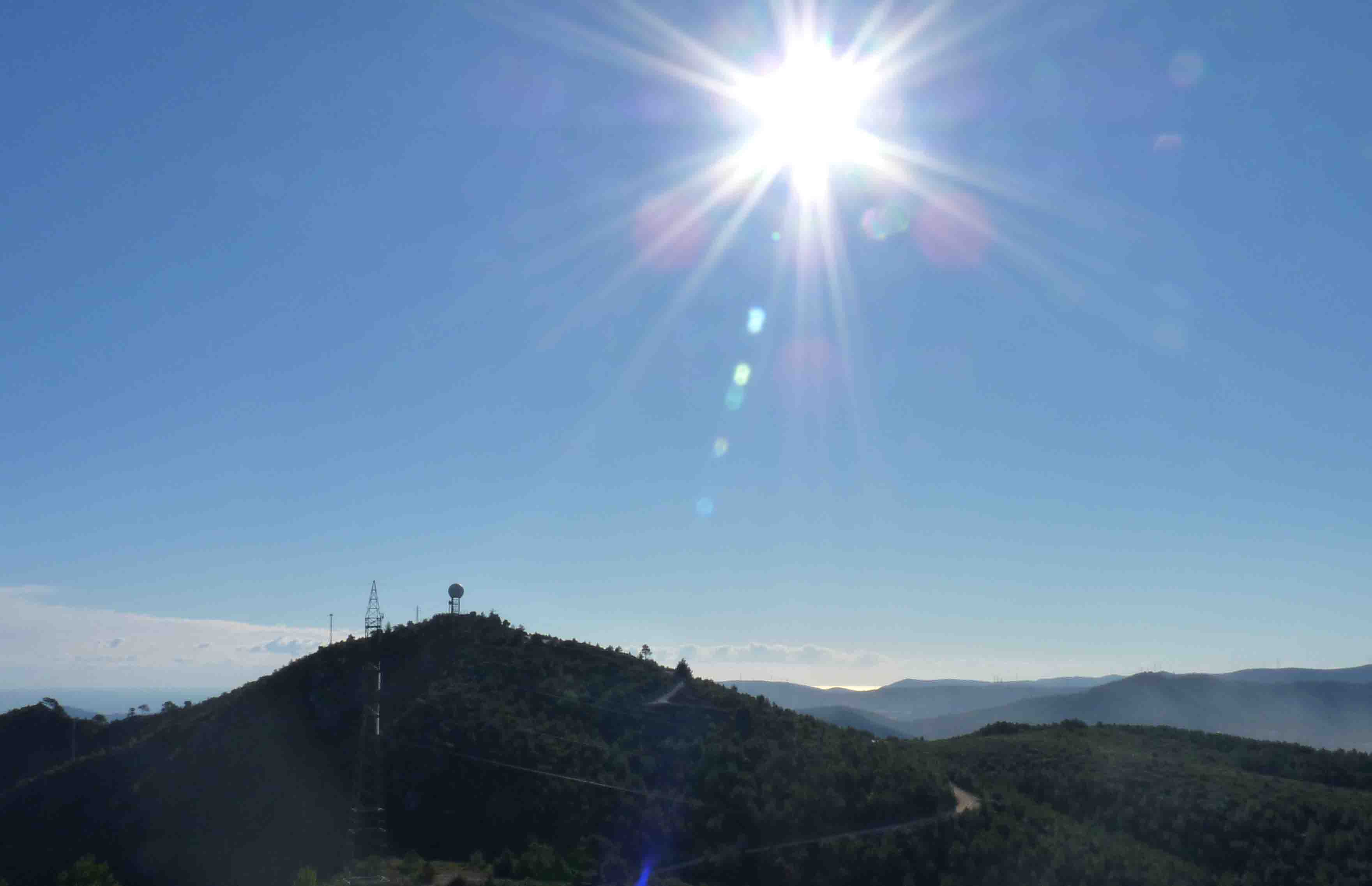
Puig d'Agulles desde el Roc de Forellac

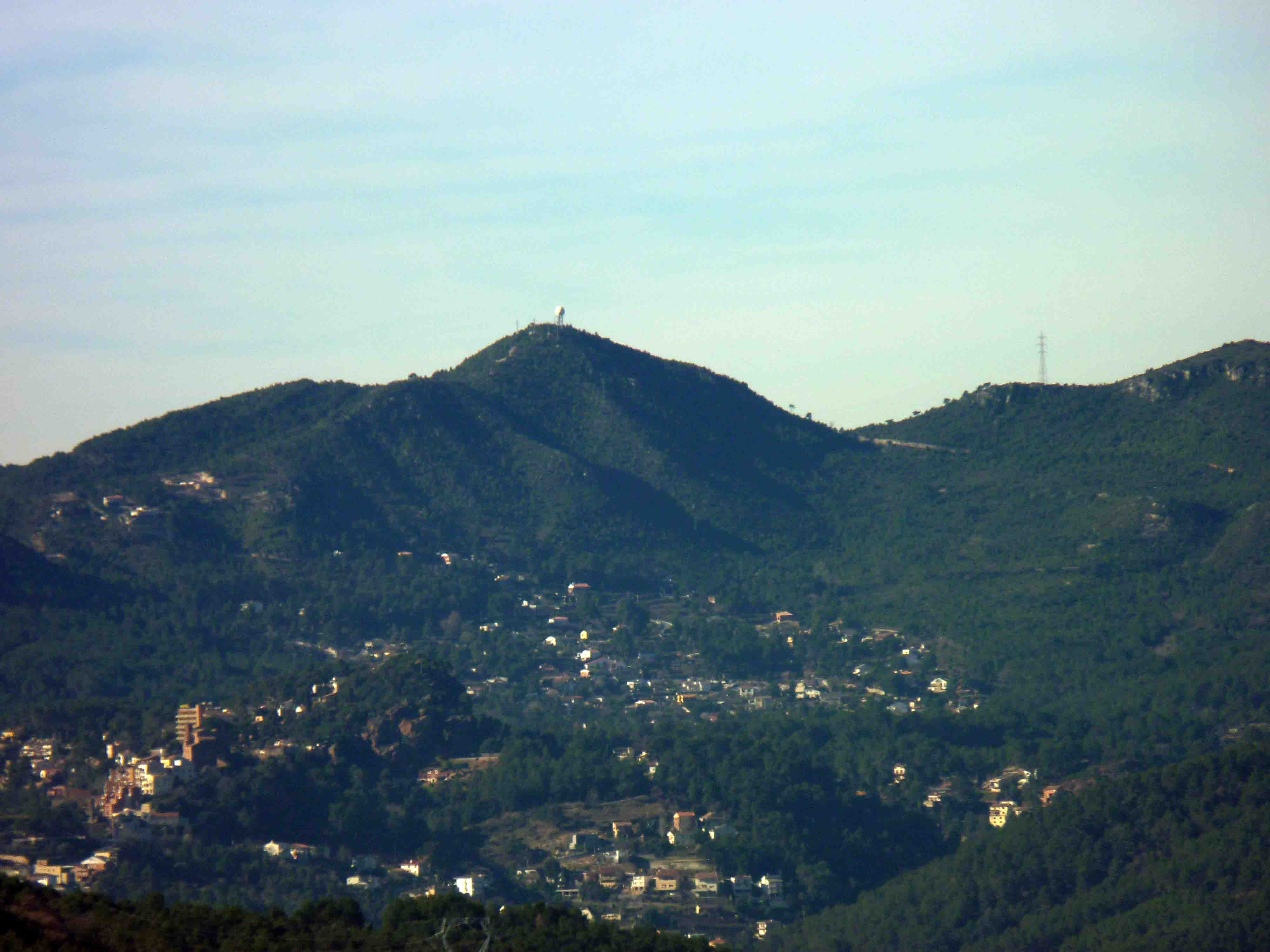
Puig d'Agulles desde el puig Madrona

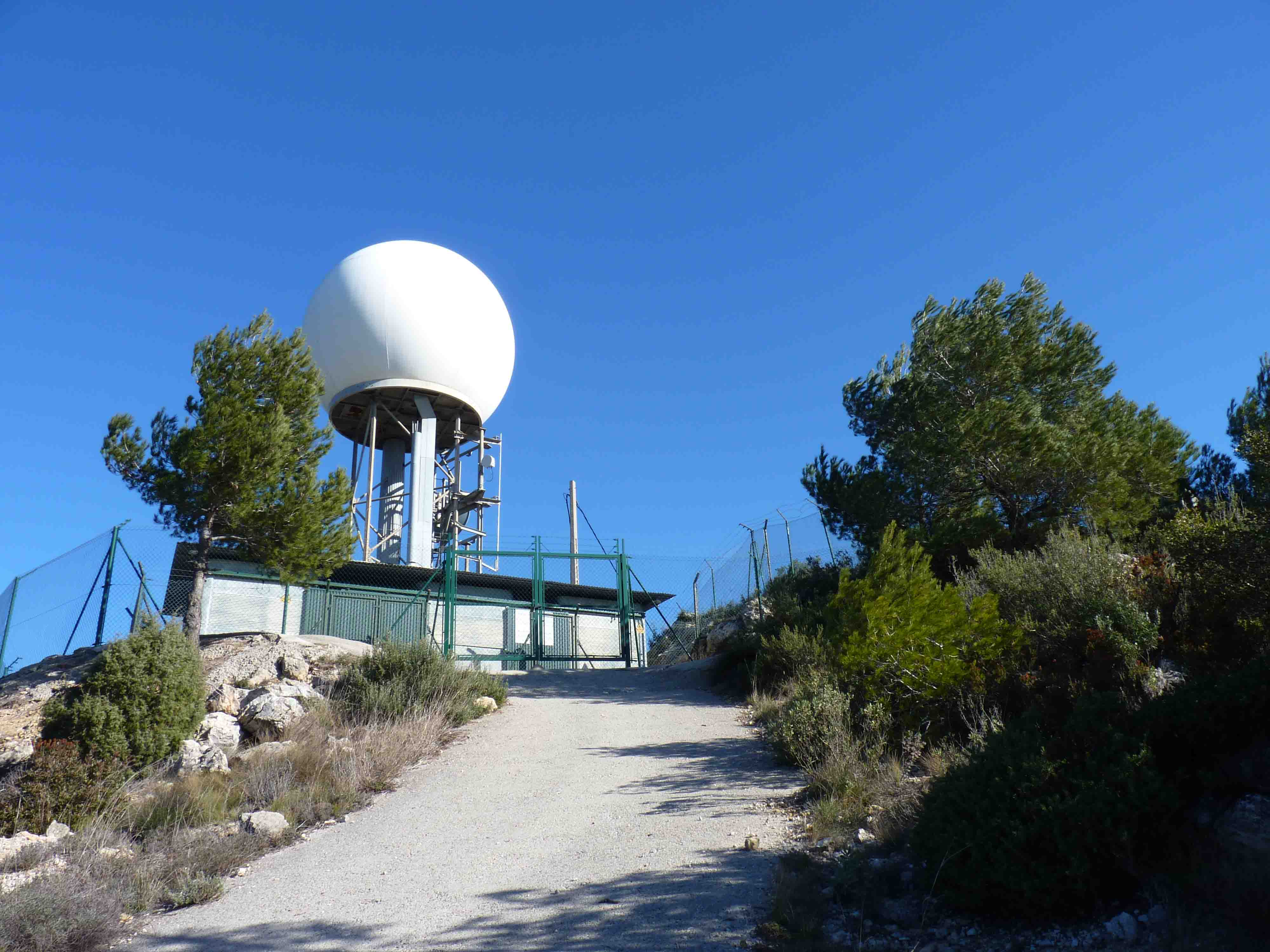
Radar de la Agencia Estatal de Meteorología

El Puig d'Agulles es una montaña que se encuentra en la frontera entre diferentes municipios (entre ellos, Cervelló, Begas y Vallirana), en la provincia de Barcelona, España. Su altitud es de 653 m s. n. m. El Puig d'Agulles es la montaña más alta de la sierra del Ordal, Cataluña.
En la cima encontramos un radar meteorológico y una pequeña central meteorológica, dirigida por el meteorólogo Dr. Turraca, un pionero en investigaciones sobre como afecta el calentamiento global a las precipitaciones en forma de nieve cerca de la costa.

## Cómo llegar
Se puede llegar partiendo desde Corbera de Llobregat, Gélida y otros pueblos como Begas, por la carretera del Safari, aunque existen multitud de barranqueras que llegan hasta la cima.
- Datos: Q11701298
- Multimedia: Puig d'Agulles / Q11701298